# Bled
Bled er navnet på en by og kommune med 4.969(2020)indbyggere, i den nordvestlige del af Slovenien – få kilometer syd for den østrigske grænse og omkring 45 km nordvest for hovedstaden Ljubljana.
Byen Bled ligger 501 meter over havets overflade, mens Bledsøen ligger 475 meter over havets overflade. Søen er 2120 meter lang, 1380 meter bred, og den største dybde er 30,6 meter. Byen og søens beliggenhed tæt ved Alperne gør Bled-området til et populært turistmål.
Trafikalt set forbinder Karawankentunnellen regionen Bled med regionerne Villach, Wörthersee/Ossiacher See og Spittal an der Drau, bjergpasset Loiblpass med Klagenfurt og Unterkärnten.

## Historie
Første gang byen Bled blev nævnt var i et gavedokument fra den 10. april 1004. Ligesom de andre områder i Slovenien hørte regionen omkring  Bled indtil 1806 til Det tysk-romerske Rige henholdsvis siden 1804 til det habsburgske kejserrige, og ganske vidst til hertugdømmet Krain. Ved opløsningen af Østrig-Ungarn i 1918 sluttede Slovenien sig til det nye grundlagte Kongeriget Jugoslavien. Indtil nutiden er der stadig forbindelse til det sydlige Kärnten, hvor der siden århundreder har levet en slovenisk folkegruppe.
For ca. 20.000 år siden bosatte de første mennesker sig i området omkring Bled. I stenalderen førte først rigdommen på vildt, senere den frugtbare jord og Bled´s beskyttede placering til en stærkere beboelse. Formodentlig oprettede  illyriske stammer omkring 1200 f. Kr. videre bosættelser. Udgravninger ved foden af Bled´s Slotsbjerg frembragte i hvert fald 80 grave fra den tidligere jernalder (mellem 800 ogd 600 f. Kr.). 300 år f. Kr. fortrængte keltiske stammer fra nordvest delvis Illyrerne eller de blev optaget i den oprindelige befolkning. I år 113 f. Kr. trængte de germanske stammer Kimbrere og Teutoner ind i Slovenien og dermed også ind i området omkring Bled og forhindrede dermed for en tid det Romerske riges ekspansion i retning mod Noricum.
Efterfølgeren Julius Cæsars, Octavian (Kajser Augustus), indlemmede Noricum og dermed Bled i det romerske herskabsområde. Efter Julius Caesar fik den i nærheden beliggende bjergkæde navnet: de Juliske Alper. Allerede illyrerne og kelternr udnyttede kobber og metal forekomsterne i regionen omkring Bled (Jesenice). Romerne forcerede mineudvindingen og den tekniske bearbejdelse af metal og sørgede dermed for videre fremgang.
I den europæiske-asiatiske folkevandringstid fra ca. 350 til 600 e. Kr. trak også nogle germanske (Langobarder, østgoter og vestgoterne) og senere slaviske gennem  regionen omkring Bled. Mellem 560 und 600 e. Kr. bosatte en sydslavisk folkestamme sig permanent ved foden af de Juliske Alper og ved Triglav (mellem 560 og 600 e. Kr.). De første slaviske bosættelser ved Bled er dateret til at være fra denne tid, i middelalderen opstod deraf landsbyerne Mlino, Zagorice, Grad og flere andre. Ligesom det øvrige nuværende Slovenien hørte også Bled fra år 631 e. Kr. til det første helslaviske statsforbund, der blev grundlagt af den frankiske købmand Samo. Bled tilhørte delområdet Karantanien, der i år 788 blev erobret af frankerne. Efter afslutningen af Frankerrigets herredømme  fik Bajuvarere fra det nuværende Bayern en større indflydelse gennem Ærkebispedømmet Salzburg, og fra 1004 skænkede Henrik 2. den Hellige Veldes (Bled) til  Biskop Albuin von Brixen. Fra det slutningen af det 13. århundrede hørte Veldes som Krain, Kärnten og Steiermark til  Habsburgernes magtområde.
Bondeoprør og opstande mod feudalismen og klerikalismens udbytning i det 15. og 16. århundrede ramte også det daværende Veldes. I år 1558 overtog beskytteren af protestanterne Herbard VIII von Auersperg (1528-1575) Veldes slot. Alligevel erobrede kirken og adelen i forbindelse med modreformationen alle de protestantiske kommuner og byen i slutningen af århundredet tilbage.
I Maria Theresia af Østrigs regereringstid fra 1740 til 1780 oplevede Veldes et økonomisk opsving med udbygningen af kurfaciliteterne, som gjorde byen til et velbesøgt kursted.
I Napoleon 1. af Frankrigs regeringstid blev Veldes 1809 en del af De illyriske provinser, derefter kom byen igen under habsburgernes magtområde og dermed igen en del af bispedømmet Brixen.
I midten af det 19. århundrede solgte bispedømmet Brixen sine besiddelser i Veldes til ejerne af  jernværket i Aßling. Slottet og søen vekslede  i de følgende år indtil bis 1919 flere gange ejere. yers Konversationslexikon meldet:
Indtil slutningen af Kejserriget Østrig (1867) hørte byen  under Krain.

## Turisme
Turisme er en af kommunens vigtigste indtægtskilder. Beliggenheden ved Bledsøen og ved foden af de Juliske Alper betyder at der er gæster hele året. Der er om sommeren gode muligheder for vandre- og cykelture, badning, ro- og kajakture samt lystfiskeri. De omkring liggende bjergebeskytter alpebyen for kolde nordvinde og muliggør dermed en lang badesæson.
Turismen i Bled går helt tilbage til år 1855, da de første turister opdagede den gode beliggenhed, områdets sunde klima og de gode bademuligheder. 1895 opstod de første badeanstalter ved søen og dermed opholdsmuligheder for badegæsterne. Siden 1990erne 
har Bled ved siden af sundhedsturismen også udviklet sportsturismen, som bjergvandring, mountainbiking, rafting, roning og om vinteren skisport.
Bled er i nutiden en moderne badeby med bjerghytter i den alpinske stil, Villaer fra grundlæggelsestiden, hoteller, pensioner, et Casino og en del nybyggerier. I nærheden af byen befinder sportflyvepladsen Bled-Lesce sig, den nærmeste internationale lufthavn er Lufthavn Jože Pučnik, 35 km nord for hovedstaden Ljubljana.
Bled slot (slovensk: Blejski grad) er et middelalderslot bygget på toppen af en 130 meter høj klint over byen med udsyn over Bledsøen. Det er en af de mest besøgte turistattraktioner i Slovenien kun overgået af Postojnagrotten
- Bled
- Udsigt over hele området omkring Bled
- Bledersøen med borgen og Mariekirken
- Mariekirken på Bledøen
- Blederøen
- Bled slot
- Slottet om vinteren
- Bled med alperne i baggrunden